# Hành cung nhà Nguyễn
Hành cung nhà Nguyễn là các kiến trúc mà các vua nhà Nguyễn cho xây dựng để nghỉ lại mỗi lần đi tuần quanh khu vực kinh thành Huế. 

## Danh sách các hành cung

### Hành cung Hương Giang

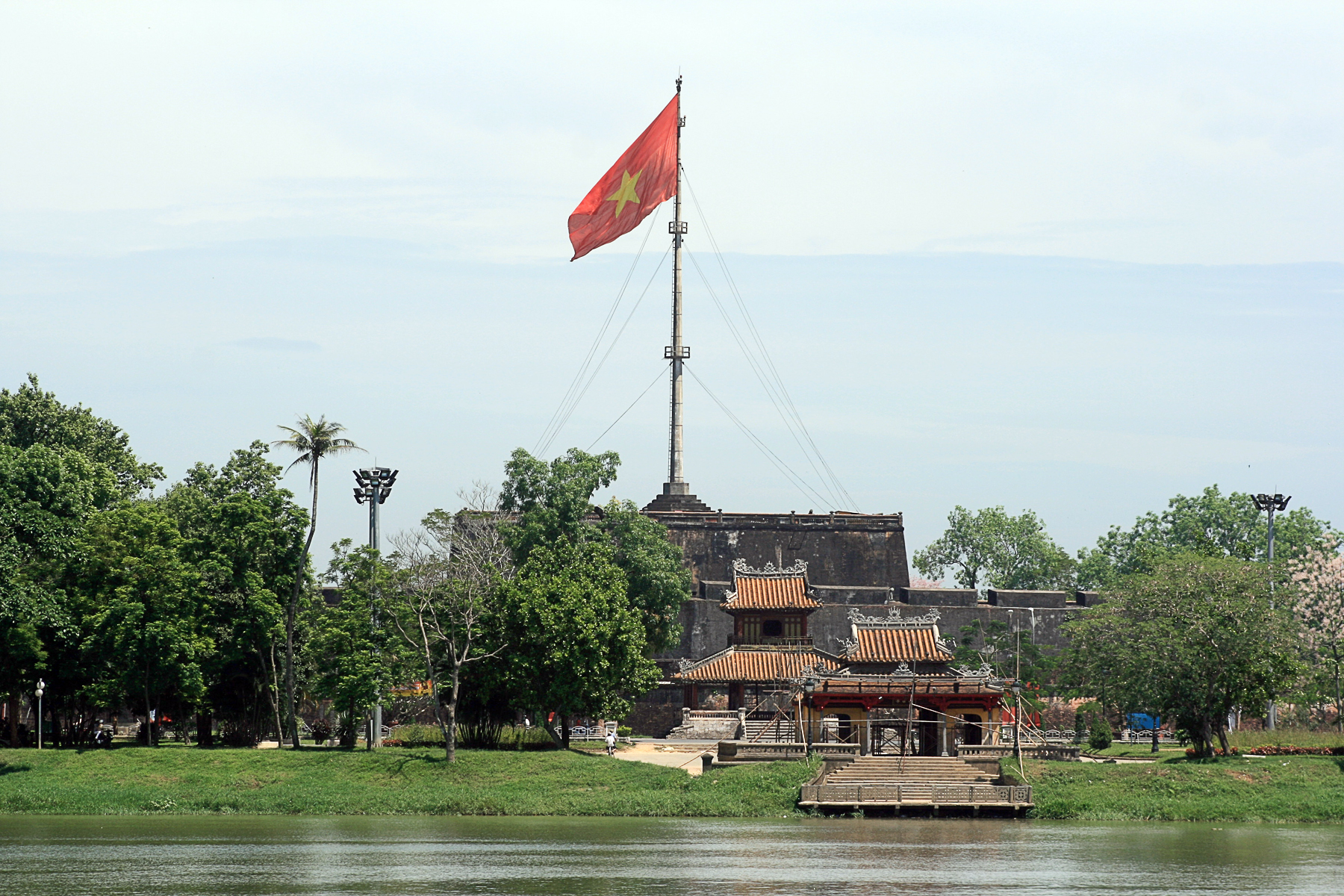
Nghênh Lương đình bên bờ sông Hương

Hành cung Hương Giang nằm bên bờ bắc của sông Hương trước mặt Phu Văn Lâu, được xây dựng từ năm Tự Đức thứ 5 (1852). Ở đây xây dựng Lương Tạ, có kết cấu kiến trúc kiểu phương đình 1 gian 4 chái, gần giống như Trường Du Tạ. Nhưng phía trước và phía sau đều có nhà vỏ cua nối dài ra. Bộ khung gỗ ở phần trên, nhất là các vì vỏ cua cùng hệ thống liên ba được chạm trổ công phu. Mái nhà chính lợp ngói ống lưu li vàng, hai nhà vỏ cua lợp ngói liệt men vàng. Nền Lương Tạ cao 90cm, bó vỉa bằng gạch vồ và đá Thanh. Phía bờ sông có 13 bậc cấp dẫn xuống một hành lang xây sát mặt nước sông Hương. Từ thời Khải Định về sau gọi nhà tạ này là Nghênh Lương đình. Đây là công trình kiến trúc còn nguyên vẹn trong tất cả các hành cung ở Huế.

### Hành cung Thuận Trực
Hành cung Thuận Trực nằm ở bờ hữu sông Lợi Nông thuộc địa phận xã Hà Trung, huyện Phú Lộc, thuộc phủ Thừa Thiên (nay là huyện Phú Vang, thành phố Huế), là nơi các vua Nguyễn nghỉ lại khi đi tuần trên sông Lợi Nông từ Kinh thành về phá Hà Trung – đầm Cầu Hai.  Ban đầu hành cung Thuận Trực được vua Minh Mạng cho dựng tạm bằng tre tranh để dùng khi vua đi tuần du, dựng rồi lại phá. Hành cung này được xây dựng kiên cố vào năm Minh Mạng thứ 21 (1840) gồm ba gian hai chái lợp ngói âm dương, xà và cột nhà đều dùng loại gỗ thiết, những bộ phận còn lại được làm bằng các loại gỗ bền rắn có tiếng và gỗ có sắc hồng.

### Hành cung Thúy Vân
Hành cung Thúy Vân được xây dựng vào năm Minh Mạng thứ 18 (1837) trên núi Thúy Hoa (tên cũ của núi Thúy Vân). Vua Minh Mạng, Thiệu Trị thường đi tuần ở cửa biển Tư Hiền, ngự chơi núi Thúy Vân, hành hương về chùa Thánh Duyên và nghỉ dưỡng ở hành cung Thúy Vân. Đặc biệt, vua Tự Đức lại thường xuyên đưa Thái hậu đến hành cung Thúy Vân nghỉ mát,  nhân tiện xem xét việc phòng vệ biển nơi đây, mỗi đợt  nghỉ mát tại hành cung khoảng 5 đến 7 ngày.

### Hành cung Thuận An
Hành cung Thuận An là hành cung nghỉ mát ở kinh thành của các vua đầu triều Nguyễn, được xây dựng ở cửa biển Thuận An thuộc địa phận ấp Thai Dương Hạ, huyện Hương Trà nay thuộc thị trấn Thuận An, huyện Phú Vang, tỉnh Thừa Thiên Huế. Vào mùa đông, năm Minh Mạng thứ 18 (1837), nhà vua cho xây dựng hành cung ở cửa Thuận An gồm 1 tòa 3 gian 2 chái làm bằng gỗ rắn chắc, trên lợp ngói, 4 bề xung quanh xây tường gạch.

### Hành cung Thần Phù
Hành cung Thần Phù nằm tại làng làng Thần Phù (nay thuộc phường Thủy Châu, thị xã Hương Thủy) là nơi vua nghỉ chân mỗi lần đi tuần trên sông Lợi Nông và về rừng Đông Lâm dạo chơi săn bắn. Theo sách Khâm định Đại Nam hội điển sự lệ, hành cung này ban đầu làm bằng tranh tre nhưng đến năm 1839 thì được thay thế bằng một toà nhà 3 gian 2 chái, mái lợp ngói âm dương, bốn mặt chung quanh đều xây tường gạch và trổ 2 cửa hai bên. Mặt sau có một dãy hành lang. Đặc biệt là ở ngay trên mặt nước lại dựng thêm một toà nhà 5 gian, lợp ngói liệt. Hành cung này được gọi là hành cung Lợi Nông. Đến năm 1843, vua Thiệu Trị đổi tên thành hành cung Thần Phù. Ngoài các kiến trúc vừa nói, vua còn cho dựng một toà nha 3 gian 2 chái, mái lợp cỏ tranh để làm chỗ nghỉ ngơi cho quan viên theo hầu.